# Runic Games
La Runic Games è una azienda statunitense specializzata nella creazione di videogiochi, fondata nel 2008 e formata da Travis Baldree (il creatore del gioco di ruolo per pc, Fate), da Max Schaefer e Erich Schaefer (co-fondatori di Blizzard North e celebri per aver lavorato sulla serie Diablo), da Peter Hu, e dal Flagship Studios, un team di Seattle, creatori del videogioco Mythos.